# Can Regàs
Can Regàs és una masia de Massanes (Selva) inclosa a l'Inventari del Patrimoni Arquitectònic de Catalunya.

## Descripció
Masia aïllada, situada a la dreta del camí veïnal Massanes-Sant Feliu de Buixalleu. De planta basilical, consta de planta baixa, pis i golfes. El cos central, el més alt, està cobert per una teulada a doble vessant, i els laterals a una vessant, totes les cobertes en teula àrab.
A la planta baixa hi ha la porta d'entrada i dues finestres. Totes les obertures en arc pla, amb llinda i brancals de pedra. A més, les finestres estan protegides per una reixa de ferro forjat. Al pis hi ha tres obertures: a la part central, una finestra balconada, i a banda i banda dues finestres, la de la dreta amb llinda i brancals de pedra. Finalment a les golfes hi ha dues finestres estretes en arc de mig punt.
Tota la façana està arrebossada i pintada de blanc.
La masia està envoltada per un bonic jardí.

## Història
Antiga possessió dels Carbonell (documentats des del segle xiii). Diversos membres d'aquesta última havien estat ciutadans honrats.
Per la documentació, sabem que aquesta casa era com una mena de petita fortalesa de predefensa del castell d'Hostalrric. Mas Monar, Can Forn i la Casa Nova eren les masoveries d'aquesta heretat. Durant la invasió napoleònica i després del setge d'Hostalric (1809-1810), havia servit de quarter general d'alts caps de l'exèrcit francès per tal de dirigir l'atac a Hostalric. Després d'això i durant la guerra carlina, Can Regàs fou incendiat el 19 d'agost de 1836 per tal de boicotejar la tropa del castell d'Hostalric, que sovint s'instal·lava allà, per poder controlar el territori. Després es reconstruí i va ser habitada durant molts anys per masovers.
Diversos factors com la climatologia, el relleu i la posició socioeconòmica han contribuït en la configuració de l'estructura de la masia catalana. A les comarques de Girona, trobem diferents tipus de masos: pròspers (plurifamiliars amb grans explotacions), benestants (explotació familiar) i humils (explotació familiar amb pocs recursos agroramaders), en funció de les possibilitats socioeconòmiques que ha tingut des de la seva creació. La Selva seria una de les comarques Gironines més riques. Els factors climàtics són els que han afectat d'una manera més decisva en la morfologia de les masies. Així en zones humides i de fort desnivell (sobretot en comarques d'interior com la Garrotxa), trobem construccions amb teulades de forta pendent, grans obertures, poca profunditat d'habitació, grans ràfecs de teulada, etc. En zones assolellades i planes (zones pròximes a la costa, com la Selva), les masies tenen les obertures més petites, poca inclinació d les cobertes, ràfecs de teulada petits, etc.